# Řády, vyznamenání a medaile Chorvatska

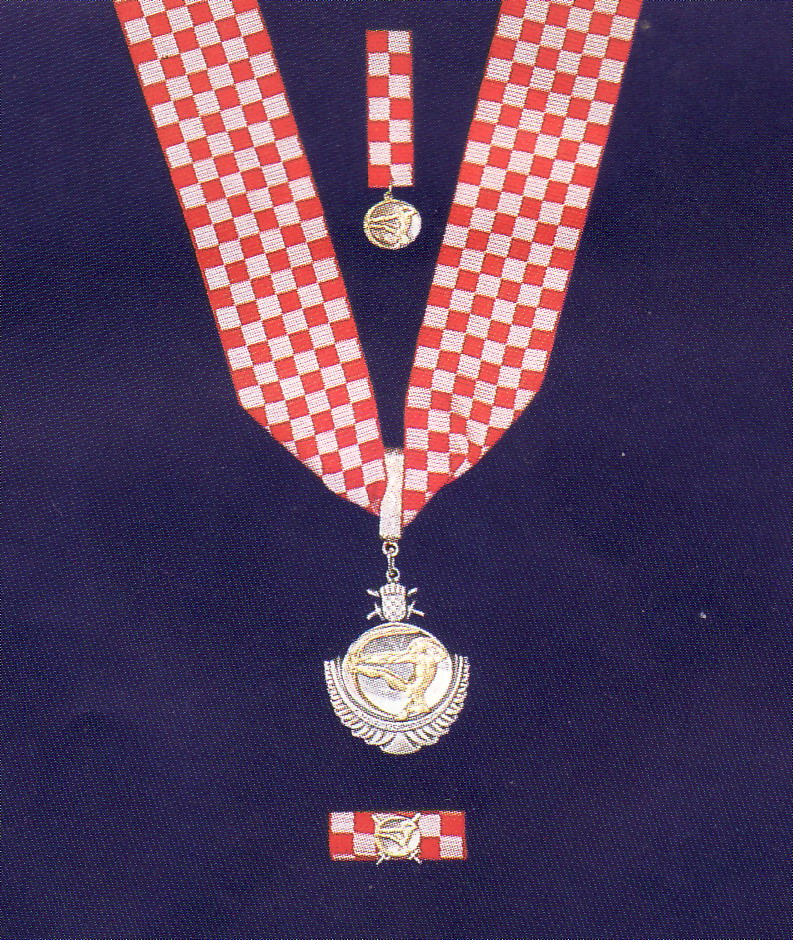
Řád knížete Domagoje

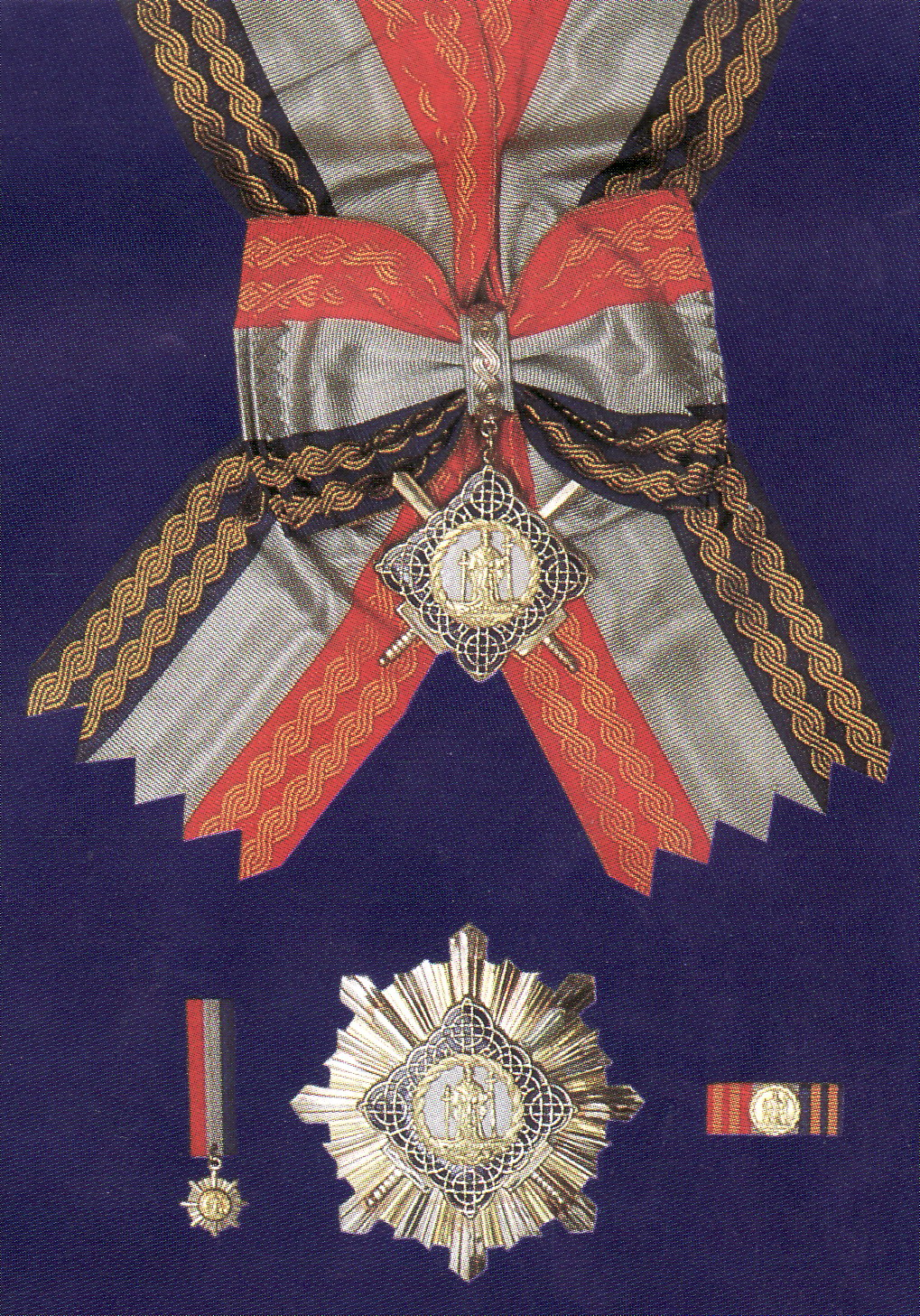
Velký řád krále Petara Krešimira IV.

Státní vyznamenání Chorvatska se udílí občanům republiky, cizím státním příslušníkům i právnickým osobám, stejně jako vojenským jednotkám ozbrojených sil Chorvatska a ministerstva vnitra. Vyznamenání jsou udílena za zásluhy a přínos ke vzniku, udržování a prosazování nezávislé a svrchované Chorvatské republiky, za zásluhy a přínos k realizaci chorvatské myšlenky vybudování vlastního státu, za rozvoj a výstavbu Chorvatské republiky a za přínos v určité oblasti lidské činnosti, za mimořádnou odvahu a hrdinské činy ve válce či v dobách míru za mimořádných událostí a za mimořádný přínos k vytvoření válečné strategie a vojenské doktríny, za zásluhy o budování ozbrojených sil a zvláštní úspěchy ve velení jednotkám ozbrojených sil a ministerstva vnitra.
Vyznamenání udílí úřadující prezident Chorvatské republiky na základě své ústavní pravomoci. Výjimečně je může udělit chorvatský parlament prezidentu republiky. Chorvatská státní vyznamenání reguluje Zákon o vyznamenáních a oceněních z roku 1995. Zvláštní otázky nominace na udělení vyznamenání, postup při přijímání zahraničních státních vyznamenání, způsob nošení insignií, vzhled a technické provedení insignií, vzhled diplomu a další upravuje Vyhláška o vyznamenáních a oceněních.

## Vyznamenání do roku 1995
Prvním právním předpisem upravujícím vydávání chorvatských vyznamenání byl Výnos o medailích za válečné zásluhy přijatý prezidentem republiky dne 10.  ledna 1992. Dekret vstoupil v platnost dne 7. února 1992 a parlament Chorvatské republiky na společném zasedání všech rad dne 13. února 1992 přijal rozhodnutí potvrzující platnost dekretu s mocí zákona. Dekret stanovoval medaile za válečné zásluhy, pravomoci a postup při jejich udílení a práva a povinnosti jejich držitelů. Medaile za vojenské zásluhy mohly být uděleny občanům republiky i cizím státním příslušníkům.
- Řád krále Tomislava
- Řád chorvatského slibu
- Řád Zrinského a Frankopana
- Řád hrdinství knížete Demagoje
- Medaile za hrdinství Nikoly Šubiće Zrinského
- Medaile za vlast

Podle tohoto nařízení nebylo uděleno žádné vyznamenání, neboť byl dekret v červnu téhož roku zrušen. Dne 9. června 1992 prezident republiky přijal výnos o Zákonu o vyznamenáních a oceněních Chorvatské republiky, který chorvatský parlament přijal na společném zasedání všech rad dne 4. června 1992. Tento zákon stanovil tři oblasti zásluh:
- za zásluhy o založení, podporu a obranu chorvatského státu
  - Řád krále Tomislava
  - Řád krále Petara Krešimira IV.
  - Řád krále Dmitara Zvonimira
  - Řád knížete Trpimira
  - Řád knížete Branimira
- za zásluhy při prosazování a obraně chorvatské myšlenky vybudovat vlastní stát, za zásluhy o chorvatskou kulturu, vědu a hospodářství
  - Řád chorvatské smlouvy
  - Řád chorvatského kříže
  - Řád Anteho Starčeviće
  - Řád Stjepana Radiće
  - Řád Marka Maruliće
  - Řád Ruđera Boěkoviće
  - Řád chorvatské jitřenky
  - Řád Juraje Julije Kloviće
  - Řád Franjo Lovriće
  - Řád Katariny Zrinské
  - Řád Bogoslava Šuleka
  - Řád Nikoly Tesly
- za válečné a vojenské zásluhy při obraně Chorvatské republiky
  - Řád bána Jelačiće
  - Řád Petera Zrinského a Frana Krsta Frankopana
  - Řád Eugena Kvaternika
  - Řád Nikoly Šubiće Zrinského
  - Řád knížete Domagoje
  - Památka na válku za vlast 1990–1992

Podle tohoto zákona bylo uděleno několik řádů. V té době byl jediným řádem, jež nebyl rozdělen do tříd, Řád chorvatské jitřenky. Držitelé těchto vyznamenání požívají stejných práv jako držitelé vyznamenání zavedených po roce 1995.
Kvůli určitým nejasnostem byl vypracován nový zákon. V původním zákonu nebylo přesně určeno vzájemné postavení jednotlivých vyznamenání, nebyla řešena neslučitelnost s obvyklými evropskými normami jakož i nejednoznačnost ohledně toho, komu náleží rytířský titul (článek 1 totiž stanovil, že držitelům určitých řádů může být uděleno právo na rytířský titul Chorvatské republiky). Zákon z roku 1992 přestal platit vstupem v platnost nového zákona O vyznamenáních a oceněních Chorvatské republiky, který byl přijat parlamentem dne 10. března 1995.

## Vyznamenání po roce 1995
Vyznamenání Chorvatské republiky jsou regulovány Zákonem o vyznamenáních a oceněních Chorvatské republiky přijatým v roce 1995. Zákon byl novelizován v roce 2006. K opětovné novelizaci došlo v roce 2019. Během této novelizace došlo k založení dvou nových řádů. Článek 6 zákona stanovuje pořadí chorvatských řádů.
- Velký řád krále Tomislava byl založen dne 20. června 1992.[1] Od roku 1995 je udílen výhradně zahraničním hlavám států za zásluhy o suverenitu Chorvatska, za mimořádný přínos k jeho mezinárodní reputaci a postavení a za velké úspěchy v rozvoji mezinárodních vztahů mezi Chorvatskem a dalšími zeměmi.[3][4]
- Velký řád královny Jeleny byl založen dne 1. dubna 1995. Udílen je vysokým státním úředníkům, zahraničním úředníkům a vyšším důstojníkům za zásluhy o suverenitu Chorvatska, za mimořádný přínos k jeho mezinárodní reputaci a postavení a za velké úspěchy v rozvoji mezinárodních vztahů mezi Chorvatskem a ostatními zeměmi.[5]
- Velký řád krále Petara Krešimira IV. byl založen dne 20. června 1992. Udílen je za přínos k mezinárodní reputaci a postavení Chorvatské republiky, mimořádný přínos k nezávislosti a integritě Chorvatska, k rozvoji a pokroku Chorvatska a za výjimečný přínos k rozvoji vztahů mezi republikou a dalšími státy a národy.[1]
- Velký řád krále Dmitara Zvonimira byl založen dne 10. března 1995. Udílen je za výjimečný přínos k nezávislosti a integritě Chorvatska, za rozvoj vztahů mezi Chorvatskem a náboženskými komunitami a za výjimečné úspěchy v kulturní a humanitární oblasti.[6]
- Velký řád prezidenta republiky Franja Tuđmana byl založen v roce 2019. Udílen je za prosazování chorvatských státních a národních zájmů ve vlasti i v zahraničí, zejména za prosazování občanské jednoty a národní jednoty, státnosti a duchovní hodnoty chorvatského lidu.[7]
- Řád knížete Trpimira byl založen dne 1. dubna 1995.[2] Udílen je za výjimečný přínos k nezávislosti, integritě a mezinárodní reputaci Chorvatska, za budování a rozvoji vztahů mezi Chorvatskem a dalšími zeměmi.[8]
- Řád knížete Branimira byl založen dne 10. března 1995. Udílen je za výjimečný přínos k rozvoji mezinárodních vtahů Chorvatska s dalšími zeměmi.[2]
- Řád knížete Domagoje byl založen dne 10. března 1995.[9] Udílen je za projev mimořádné statečnosti a hrdinství ve válce nebo za mimořádných událostí v době míru.[10]
- Řád Nikoly Šubiće Zrinského byl založen dne 1. dubna 1995. Udílen je za hrdinský čin v době války či za mimořádných okolností v době míru.[2]
- Řád bána Jelačiće byl založen dne 1. dubna 1995. Udílen je za vynikající službu v ozbrojených silách Chorvatské republiky.[11]
- Řád Petara Zrinského a Frana Krsta Frankopana byl založen dne 1. dubna 1995. Udělen může být posmrtně za odvahu v boji nebo osobám prohlášeným za pohřešované během chorvatské války za nezávislost.[2][12]
- Řád Anteho Starčeviće byl založen dne 10. března 1995. Udílen je za přínos k rozvoji chorvatského státu.[2]
- Řád Stjepana Radiće byl založen dne 1. dubna 1995. Udílen je za službu a sebeobětování za národní a sociální práva chorvatského lidu.[2][13]
- Řád chorvatské jitřenky byl založen dne 10. března 1995. Udílen je v sedmi třídách.[2]
- Řád chorvatského kříže byl založen dne 1. dubna 1995. Udílen je za vážné zranění během chorvatské války za nezávislost.[2]
- Řád chorvatského trojlístku byl založen dne 1. dubna 1995. Udílen je občanům Chorvatska i cizincům za hrdinské činy v době války či za mimořádných okolností v době míru.[2]
- Řád chorvatského pletence byl založen dne 10.  března 1995. Udílen je za pokrok a zlepšení dobré pověsti Chorvatska a blahobyt jeho občanů.[2]
- Památka na vlasteneckou válku byla založena dne 10. března 1995. Udílena byla za účast ve vlastenecké válce.[2]
- Památka vděčnosti vlasti byla založena dne 10. března 1995.[2]

### Ocenění
Zákon o vyznamenáních a oceněních Chorvatské republiky stanovuje dvě ocenění. Udílí je podobně jako další vyznamenání prezident republiky z vlastního podnětu nebo na návrh Státní komise pro vyznamenání a ocenění Chorvatské republiky.
- Charta Chorvatské republiky se udílí mezinárodním organizacím, právnickým osobám, zahraničním státníkům a chorvatským a cizím státním občanům za jejich přínos k rozvoji a podpoře mezinárodního postavení Chorvatska a za jejich přínos k vědeckému, kulturnímu, hospodářskému a jinému rozvoji republiky.
- Cena chorvatského státu se udílí jednou ročně, v Den státnosti, chorvatským občanům i právnickým osobám za zásluhy a úspěchy při podpoře vědy, ekonomiky, kultury, umění, sportu a dalších oblastí společenského života v Chorvatsku.

### Další státní vyznamenání
Kromě vyznamenání udílených prezidentem republiky stanovuje jednací řád chorvatského parlamentu, že parlament může svým rozhodnutím, listinou, děkovným dopisem nebo jiným aktem ocenit domácí nebo zahraniční občany nebo organizace za jejich práci se zvláštním významem pro Chorvatskou republiku.

## Vojenská vyznamenání

### Vyznamenání v letech 1995–2019
Prezident republiky může zvláštním rozhodnutím na základě své ústavní pravomoci udělit medaili či pamětní medaili. Toto zákonné zmocnění poskytuje zákon o službě v ozbrojených silách Chorvatské republiky, podle něhož prezident republiky stanoví na návrh ministra obrany typy vojenských medailí, podmínky a postup jejich udílení vyhláškou. Na základě dřívějších předpisů bylo rozhodnuto o zřízení medailí a pamětních medailí, které určují způsob nošení medailí i jejich pořadí.
- Medaile za účast na operaci Bljesak byla založena dne 1. dubna 1995. Udílena je za účast na operaci Blesk.[2]
- Medaile za účast na operaci Ljeto '95 byla založena dne 1. dubna 1995. Udílena je za účast na operaci léto 1995.[2]
- Medaile za účast na operaci Oluja byla založena dne 1. dubna 1995. Udílena je za účast na operaci Bouře.[2]
- Medaile za mimořádné úsilí při udržování ústavního a právního řádu Chorvatské republiky a ochraně životů občanů a majetku
- Pamětní medaile Vukovar je pamětní medaile udělená zvláštním rozhodnutím u příležitosti návratu ke státní suverenitě, tj. ústavnímu pořádku Chorvatska chorvatského Podunají (Baranja, východní Slavonie a západní Srijem), která byla pod dočasnou správou UNTAES. Tuto medaili udílí prezident republiky osobám za aktivní účast na obraně východní Slavonie, západního Srijemu a Baranje a těm, kteří aktivně a účelně přispěli k mírovému opětovnému začlenění tohoto území do Chorvatska.[16]

### Vyznamenání od roku 2019
Vojenská vyznamenání v ozbrojených silách Chorvatské republiky jsou vojenské medaile, plakety a další vyznamenání. Vojenská ocenění lze udělit vojenskému personálu, důstojníkům a civilním zaměstnancům, organizačním složkám ozbrojených sil a fyzickým i právnickým osobám z Chorvatska i zahraničí za zvláštní přínos k plnění mise nebo úkolu ozbrojených sil.
Vojenská ocenění se udílí u příležitosti Dne ozbrojených sil, Dne státnosti Chorvatské republiky, Dne díkůvzdání vítězství a vlasti a Dne chorvatských veteránů, Dne nezávislosti Chorvatské republiky a při dalších příležitostech jako jsou výročí jednotek aj.
Vojenská vyznamenání se udílí jako uznání za osobní přínos k plnění misí a úkolů ozbrojených sil Chorvatské republiky za podmínek, že šlo o významný přínos k plnění mise ozbrojených sil, plnění úkolů ministerstva obrany, které významně přispívají k vytváření předpokladů úspěšného plnění úkolů ozbrojených sil, plnění úkolů v zahraničních ozbrojených silách, plnění úkolů mezinárodních organizací, ke kterým Chorvatsko přistoupilo. Vojenské medaile se udílí vojenskému personálu a důstojníkům i zaměstnancům ozbrojených sil a ministerstva obrany za osobní nebo skupinový přínos k výsledkům při plnění úkolů ozbrojených sil. Mohou být rovněž uděleny vojenskému personálu cizí země a domácím i zahraničním fyzickým i právnickým osobám za jejich osobní nebo kolektivní přínos k výsledkům při plnění úkolů ozbrojených sil. Vojenské medaile udílí prezident Chorvatska, předseda vlády, ministr obrany či náčelník Generálního štábu ozbrojených sil.
Vojenskými medailemi jsou:
- medaile za vojenské zásluhy se udílí za vynikající osobní zásluhy a výsledky jako přínos k plnění úkolů ozbrojených sil. Jsou rozděleny na medaile za vlast a medaile chorvatské armády. Medaile za vlast se udílí za smrt, zranění nebo nemoc způsobenou při plnění povinností při službě v ozbrojených silách Chorvatska nebo v zahraničí. Medaile chorvatské armády se udílí příslušníkům ozbrojených sil za výjimečné výsledky a přínos pro budování a posilování ozbrojených sil a provádění misí a úkolů ozbrojených sil a za zvláštní úspěch ve vedení organizačních složek ozbrojených sil.
- medaile za civilně-vojenskou spolupráci jsou udíleny za výjimečné osobní zásluhy a civilně-vojenskou spolupráci s přínosem k plnění úkolů ozbrojených sil.
- medaile za účast na operacích na podporu míru, operacích reakce na krize, humanitárních operacích a dalších aktivitách v zahraniční se udílí za úspěšné a čestné plnění úkolů během operací
- medaile za výjimečné osobní úspěchy se udílí za osobní nadprůměrné výsledky ve vzdělávání a sportu. Jsou rozděleny na medaile za vynikající výsledky ve vzdělávání a medaile za sportovní úspěchy.
- medaile za cvičení se udílí účastníkům úspěšně absolvovaných společných cvičení a cvičení zvláštního významu pro plnění úkolů ozbrojených sil.
- medaile za pomoc orgánům civilní vlády jsou udíleny za úspěšné a čestné plnění povinností v případě katastrof, velkých havárií, pátrání a záchrany, přepravy zraněných či nemocných a v podobných situacích v nichž je ohroženo civilní obyvatelstvo.
- medaile pro nejlepšího poddůstojníka vojáka/námořníka roku jsou udíleny za dosažení nadprůměrných výsledků.

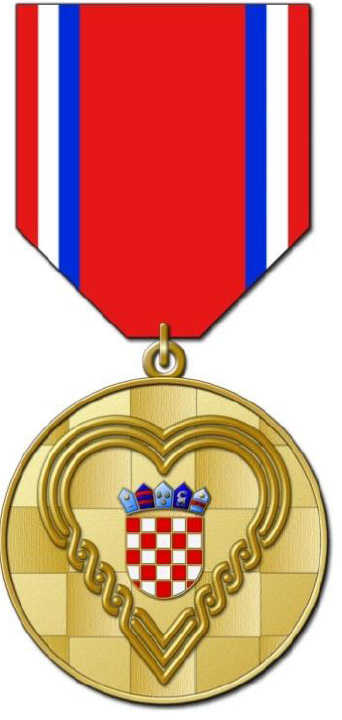
Zlatá medaile za vlast

Podle vyhlášky O druzích vojenských medailí, podmínkách a postupu jejich udílení existuje celkem 27 vojenských medailí. Nově zřízené medaile byly poprvé uděleny dne 16. ledna 2020.
- Zlatá medaile za vlast se udílí za smrt nebo vážné zranění v době války, výjimečného stavu nebo při plnění misí a úkolů ozbrojených sil pokud k němu došlo jako přímý důsledek plnění přidělených úkolů. Udílí ji prezident republiky z vlastní iniciativy či na návrh ministra obrany.
- Stříbrná medaile za vlast se udílí za zranění či vážné onemocnění v době války, výjimečného stavu nebo při plnění misí a úkolů ozbrojených sil pokud k němu došlo jako přímý důsledek plnění přidělených úkolů. Udílí ji prezident republiky z vlastní iniciativy či na návrh ministra obrany.
- Bronzová medaile za vlast se udílí za nemoc způsobenou válkou, ve stavu nouze nebo při plnění misí a úkolů ozbrojených sil pokud k němu došlo jako přímý důsledek plnění přidělených úkolů. Udílí ji prezident republiky z vlastní iniciativy či na návrh ministra obrany.
- Zlatá medaile chorvatské armády se udílí za nadprůměrný přínos při budování a posilování ozbrojených sil a při provádění úkolů ozbrojených sil a za nadprůměrný přínos při vedení a velení. Udílí ji náčelník generálního štábu z vlastního podnětu či na návrh přímo nadřízeného velitele.
- Stříbrná medaile chorvatské armády se udílí za nadprůměrný přínos k rozvoji služby nebo profese, tj. za úspěch ve velení vojenským jednotkám. Udílí ji náčelník generálního štábu z vlastního podnětu či na návrh přímo nadřízeného velitele.
- Bronzová medaile chorvatské armády se udílí za nadprůměrný přínos k plnění úkolů ozbrojených sil. Udílí ji náčelník generálního štábu z vlastního podnětu či na návrh přímo nadřízeného velitele.
- Zlatá medaile za civilně-vojenskou spolupráci prezidenta Chorvatské republiky  se udílí za zvláštní zásluhy o rozvoj civilně-vojenských vztahů. Udílí ji prezident Chorvatska a předseda vlády z vlastního podnětu či na návrh ministra obrany.
- Stříbrná medaile za civilně-vojenskou spolupráci prezidenta Chorvatské republiky je udílena za mimořádné zásluhy o rozvoj schopností a provádění projektů při civilně-vojenské spolupráce. Udílí ji prezident Chorvatska a předseda vlády z vlastního podnětu či na návrh ministra obrany.
- Zlatá medaile za civilně-vojenskou spolupráci předsedy vlády Chorvatské republiky se udílí za zvláštní zásluhy o rozvoj civilně-vojenských vztahů. Udílí ji prezident Chorvatska a předseda vlády z vlastního podnětu či na návrh ministra obrany.
- Stříbrná medaile za civilně-vojenskou spolupráci předsedy vlády Chorvatské republiky je udílena za mimořádné zásluhy o rozvoj schopností a provádění projektů civilně-vojenské spolupráce. Udílí ji prezident Chorvatska a předseda vlády z vlastního podnětu či na návrh ministra obrany.
- Bronzová medaile za civilně-vojenskou spolupráci ministran obrany je udílena za nadprůměrné zásluhy a kvalitní spolupráci s ministerstvem obrany a ozbrojenými silami. Udílena je ministrem obrany z vlastní iniciativy nebo na návrh náčelníka Generálního štábu ozbrojených sil.
- Medaile za účast na operacích je udílena příslušníkům ozbrojených sil za jejich přínos k úspěšnému plnění misí a úkolů ozbrojených sil. Udílí ji náčelník Generálního štábu ozbrojených sil.
- Zlatá medaile dokonalosti v tréninku prezidenta Chorvatské republiky je udílena nejlepšímu studentovi všech úrovní postupného zvyšování výcviku důstojníků a poddůstojníků. Udílena je prezidentem republiky na návrh ministra obrany.
- Stříbrná medaile dokonalosti v tréninku ministra obrany je udílena druhému nejúspěšnějšímu studentovi všech úrovní postupného zvyšování výcviku důstojníků a poddůstojníků. Udílena je ministrem obrany na návrh náčelníka Generálního štábu ozbrojených sil.
- Bronzová medaile dokonalosti v tréninku náčelníka Generálního štábu ozbrojených sil je udílena třetímu nejúspěšnějšímu studentovi všech úrovní postupného zvyšování výcviku důstojníků a poddůstojníků. Udílena je ministrem obrany na návrh náčelníka Generálního štábu ozbrojených sil.
- Zlatá medaile sportovních úspěchů prezidenta Chorvatské republiky je udílena za výsledky dosažené na oficiálních mezinárodních soutěžích, jako jsou olympijské hry, mistrovství světa či Evropy, olympijské vojenské hry, světové vojenské mistrovství a středomořské hry. Udílena je prezidentem Chorvatska z vlastního podnětu nebo na návrh ministra obrany.
- Stříbrná medaile sportovních úspěchů prezidenta Chorvatské republiky je udílena za výsledky dosažené na oficiálních mezinárodních soutěžích, jako jsou olympijské hry, mistrovství světa či Evropy, olympijské vojenské hry, světové vojenské mistrovství a středomořské hry. Udílena je prezidentem Chorvatska z vlastního podnětu nebo na návrh ministra obrany.
- Bronzová medaile sportovních úspěchů prezidenta Chorvatské republiky je udílena za výsledky dosažené na oficiálních mezinárodních soutěžích, jako jsou olympijské hry, mistrovství světa či Evropy, olympijské vojenské hry, světové vojenské mistrovství a středomořské hry. Udílena je prezidentem Chorvatska z vlastního podnětu nebo na návrh ministra obrany.
- Zlatá medaile sportovních úspěchů ministra obrany je udílena za výsledky dosažené v oficiálních státních soutěžích. Udílena je ministrem obrany z vlastní iniciativy nebo na návrh náčelníka Generálního štábu ozbrojených sil.
- Stříbrná medaile sportovních úspěchů ministra obrany je udílena za výsledky dosažené v oficiálních státních soutěžích. Udílena je ministrem obrany z vlastní iniciativy nebo na návrh náčelníka Generálního štábu ozbrojených sil.
- Bronzová medaile sportovních úspěchů ministra obrany je udílena za výsledky dosažené v oficiálních státních soutěžích. Udílena je ministrem obrany z vlastní iniciativy nebo na návrh náčelníka Generálního štábu ozbrojených sil.
- Zlatá medaile sportovních úspěchů náčelníka Generálního štábu ozbrojených sil je udílena za výsledky dosažené v oficiálních soutěžích ozbrojených sil. Udílena je náčelníkem Generálního štábu ozbrojených sil z vlastního podnětu nebo na návrh přímých nadřízených velitelů oceněného.
- Stříbrná medaile sportovních úspěchů náčelníka Generálního štábu ozbrojených sil je udílena za výsledky dosažené v oficiálních soutěžích ozbrojených sil. Udílena je náčelníkem Generálního štábu ozbrojených sil z vlastního podnětu nebo na návrh přímých nadřízených velitelů oceněného.
- Bronzová medaile sportovních úspěchů náčelníka Generálního štábu ozbrojených sil je udílena za výsledky dosažené v oficiálních soutěžích ozbrojených sil. Udílena je náčelníkem Generálního štábu ozbrojených sil z vlastního podnětu nebo na návrh přímých nadřízených velitelů oceněného.
- Medaile za cvičení je udílena účastníkům úspěšně absolvovaných společných cvičení a cvičení zvláštního významu pro ozbrojené síly, po úspěšném absolvování cvičení. Udílena je náčelníkem Generálního štábu ozbrojených sil na návrh přímo nadřízených velitelů oceněného.
- Medaile za pomoc civilním vládním institucím je udílena za úspěšné poskytnutí pomoci v případě katastrof, velkých havárií, při pátrání a při záchraně života, přepravě obětí apod., kdy je ohroženo civilní obyvatelstvo. Udílena je ministrem obrany.
- Medaile pro nejlepšího poddůstojníka a vojáka/námořníka roku – je udílena poddůstojníkovi a vojákovi/námořníkovi náčelníkem Generálního štábu ozbrojených sil.

### Plakety
Plakety se udílí organizačním složkám ozbrojených sil a ministerstva obrany, jakož i vojenskému personálu a civilním zaměstnancům ozbrojených sil za jejich přínos k šíření dobré pověsti ozbrojených sil. Druhy plaket a podmínky jejich udílení stanovuje ministr obrany vyhláškou.

### Pochvaly a ocenění
Vyznamenání a ocenění na ministerstvu obrany a v ozbrojených silách se udílí za celkové výsledky dosažené ve službě v určitém období nebo za dosažené osobní výsledky ve službě i mimo službu, například za úspěšné provedení mimořádného úkolu či za sportovní výsledek.
Pochvaly se udílí jednotkám i jednotlivcům a ocenění se udílí pouze jednotlivcům. Organizační složky ozbrojených sil jsou za úspěšné provedení mise či úkolu oceňovány prezidentem republiky, ministrem obrany a náčelníkem Generálního štábu. Druhy pochval a ocenění, stejně jako podmínky a postup jejich udílení stanovuje ministr obrany vyhláškou.

#### Pochvaly
Pochvaly jsou písemná ocenění udílená organizačním složkám ozbrojených sil, vojákům v aktivní službě a státním zaměstnancům i civilním zaměstnancům ozbrojených sil, záložníkům, brancům a kadetům i zaměstnancům ministerstva obrany. Pochvaly se udílí za úspěšné splnění úkolu a dosažené nadprůměrné výsledky při plnění stanovených úkolů ozbrojených sil.
- Pochvala ministra obrany oceňuje organizační složky ozbrojených sil a příslušníky ozbrojených sil a aktivní vojenský personál na ministerstvu obrany.
- Pochvala státního tajemníka oceňuje aktivní vojenský personál na ministerstvu obrany.
- Pochvala náčelníka Generálního štábu ozbrojených sil oceňuje organizační složky ozbrojených sil a příslušníky ozbrojených sil.
- Pochvala náměstka ministra obrany oceňuje aktivní vojenský personál na ministerstvu obrany v rozsahu jejich práce.
- aj.